# Cleptocaccobius durantoni
Cleptocaccobius durantoni là một loài bọ cánh cứng trong họ Bọ hung (Scarabaeidae).